# Acido ganoderico
L'acido ganoderico è un triterpene contenuto nei funghi appartenenti al genere Ganoderma. Con questo nome, seguito da una lettera dell'alfabeto, viene chiamata tutta una classe di molecole tra di loro affini che sono state isolate e caratterizzate, come ad esempio l'acido ganoderico A e l'acido ganoderico B. Sono derivati del lanosterolo.
Gli acidi ganoderici sono una classe di triterpenoidi strettamente correlati (derivati dal lanosterolo) presenti nei funghi Ganoderma. Per migliaia di anni, i corpi fruttiferi dei funghi Ganoderma sono stati utilizzati nelle medicine tradizionali dell'Asia orientale.
  Di conseguenza, ci sono stati sforzi per identificare i componenti chimici che potrebbero essere responsabili degli effetti farmacologici putativi. È stato scoperto che alcuni acidi ganoderici possiedono attività biologiche tra cui epatoprotezione e inibizione della 5-alfa reduttasi.
Alcuni studi in vitro hanno inoltre evidenziato, preliminarmente, un possibile ruolo anti-infiammatorio e di tipo citotossico oncologico di questi triterpeni.